# Kgomodiatshaba
Kgomodiatshaba è un villaggio del Botswana situato nel distretto di Kgatleng, sottodistretto di Kgatleng. Il villaggio, secondo il censimento del 2011, conta 418 abitanti.

## Località
Nel territorio del villaggio sono presenti le seguenti 8 località:
- Boswelakgama di 8 abitanti,
- Leruleng di 78 abitanti,
- Leselo di 13 abitanti,
- Mfaladi di 12 abitanti,
- Mokata di 21 abitanti,
- Motsididi di 5 abitanti,
- Polokabatho di 40 abitanti,
- Xalana di 24 abitanti